# П'ятилітка (Брянська область)
П'ятилітка (рос. Пятилетка) — селище в Брянському районі Брянської області Російської Федерації.
Населення становить 720 осіб. Входить до складу муніципального утворення Свенське сільське поселення.

## Історія
Від 2005 року входить до складу муніципального утворення Свенське сільське поселення.

## Населення
| 2010 | 2013 |
| ---- | ---- |
| 747  | ↘720 |